# Sejerby
Sejerby er havneby og den største by på øen Sejerø. Byen har 201 indbyggere i byområdet (2021). Sejerø er beliggende i Sejerøbugten, med færge er der 22 kilometer til Havnsø på Nordvestsjælland. Sejerby tilhører Kalundborg Kommune og er beliggende i Region Sjælland.
Sejerø Kirke ligger i byen og er centrum for Sejerø Sogn, der omfatter hele øen.